# Babelsberg Pöbelz
Babelsberg Pöbelz war eine Punkrock-Gruppe. Ihre Mitglieder kamen aus Potsdam und Teltow.

## Geschichte
Die Babelsberg Pöbelz wurden im Jahr 1994 gegründet. Die Gruppe benannte sich nach dem heimischen Potsdamer Stadtteil Babelsberg, wo auch der lokale Fußballverein Sportverein Babelsberg 03 e. V. ansässig ist, mit dem sie sich verbunden fühlte. Im Juni 1997 erschien nach drei Jahren Bestehen bei der Dessauer Plattenfirma Halb 7 Records ihre sechs Lieder enthaltende selbstbetitelte Debüt-EP. Außerdem spielte sie im selben Jahr ein weiteres Stück für das Label ein, das im November 1997 auf dem Sampler Zugeführt! Aus der Praxis des polizeilichen Dienstes erschien. Nach zahlreichen weiteren Veröffentlichungen landete die Gruppe schließlich bei der im Punk-Bereich renommierten Plattenfirma Teenage Rebel Records aus Düsseldorf, wo im Jahr 2002 in der Besetzung Burgi (Gesang), Stinkie (Gitarre, Gesang), Dusche (Gitarre, Gesang), Geili (Bass) und Peter (Schlagzeug) die CD Meine Hand für mein Produkt erschien, die von der etablierten Punk- und Hardcore-Presse allerdings teilweise kritisch aufgenommen wurde.

## Diskografie
- 1996: … und schönen Gruß … (MC Demo; Eigen)
- 1996: Grüße von der Ostfront 2.Kapitel (LP Sampler; Halb 7 Records)[5]
- 1997: Babelsberg Pöbelz (7"-EP; Halb 7 Records)[6]
- 1997: Zugeführt! Aus der Praxis des polizeilichen Dienstes (LP; Halb 7 Records; Sampler mit 20 Liedern von 20 Punk-Gruppen)[7]
- 1999: Beware - It´s Änglisch! (7"-EP; Halb 7 Records)[8]
- 2000: Fußballliedchen (MCD; Eigen)
- 2002: Meine Hand für mein Produkt (LP/CD; Teenage Rebel Records; CD enthält als Bonustracks fünf Titel der ersten EP sowie den des Zugeführt!-Samplers)[9]
- 2004: 13 YEARS OF LOVE AND HATE "Halb-7 Labelsampler" (CD; Halb 7 Records)[10]